# Павловский, Владимир Евгеньевич
Влади́мир Евге́ньевич Павло́вский (22 мая 1950, Москва — 3 июня 2020) — советский и российский учёный-механик, лауреат премии имени А. А. Андронова.

## Биография
Владимир Евгеньевич Павловский в 1972 году с отличием окончил механико-математический факультет МГУ. С этого времени работал в Институте прикладной математики имени М. В. Келдыша (ИПМ); с 1994 года — ведущий научный сотрудник.
В 1979 году В. Е. Павловский защитил диссертацию на соискание учёной степени кандидата физико-математических наук (тема — «Алгоритмы и программные комплексы в системе моделирования и макетирования робототехнических устройств»). В 1994 году он защитил диссертацию на соискание учёной степени доктора физико-математических наук (тема — «Задачи и методы моделирования, проектирования, управления сложными программно-аппаратными системами»); с 1995 года — доктор физико-математических наук.
С 1995 года работал (по совместительству) на кафедре теоретической механики и мехатроники мехмата МГУ. В 2001 году В. Е. Павловскому присвоено учёное звание профессора. Для студентов мехмата В. Е. Павловский читает учебные курсы «Теоретическая механика», «Задачи и проблемы робототехники», «Динамика и сенсорное обеспечение движения мобильных роботов», «Механика мобильных роботов (кинематика, динамика, управление)», «Сенсорика мобильных роботов (от сенсорики до интеллекта)». Совместно с профессором Ю. Ф. Голубевым он руководит Всероссийским научно-исследовательским семинаром «Системы с элементами искусственного интеллекта» (организован при мехмате МГУ в 1970 году Д. Е. Охоцимским и С. В. Фоминым), на котором обсуждаются новейшие задачи механики робототехнических систем, искусственного интеллекта, теории динамических игр, систем технического зрения роботов и др..
Являлся членом Научно-методического совета по теоретической механике при Минобрнауки России.

## Научная деятельность
К числу областей научных интересов В. Е. Павловского относились механика и управление движением сложных технических систем, робототехника и мехатроника (в частности, медицинская), компьютерное моделирование мобильных роботов (колёсных, шагающих, летающих и с гибридным движителем), а также разработка средств компьютерного обучения и тестирования знаний по теоретической и небесной механике.
В 1990-е годы и в начале XXI века под руководством Ю. Ф. Голубева и В. Е. Павловского велась активная работа по созданию компьютерных обучающих программ по механике. Последовательно были созданы работавшие под управлением DOS компьютерное обучающее пособие «Кинематика сложного движения» и компьютерная обучающая программа «Кинематика точки и абсолютно твёрдого тела», а затем — работающие в рамках операционной системы Windows мультимедийные компьютерные обучающие средства (компьютерный электронный учебник по теоретической механике и мультимедийная обучающая среда по небесной механике). Разрабатывались также системы компьютерного тестирования и диагностики знаний.
Начиная с 2000 года В. Е. Павловский совместно со своими аспирантами и студентами приступил к исследованию новых задач группового управления роботами. При этом были получены важные результаты по синтезу алгоритмов целенаправленного поведения групп роботов (в том числе — в антагонистической ситуации). Одним из конкретных приложений данных алгоритмов стала игра «виртуальный футбол» — компьютерная модель игры роботов-футболистов. С начала 2000-х годов регулярно проходят турниры между программами команд «футболистов», созданными группами молодёжи из различных вузов России и других стран; как правило, в этих турнирах принимает участие несколько десятков команд.
В. Е. Павловский подготовил 13 кандидатов физико-математических наук.

## Награды и премии
- Золотая медаль ВВЦ (2005) — за демонстрацию колёсных мобильных роботов и виртуальный футбол[15]
- Премия имени А. А. Андронова (2009) — за цикл работ «Динамика, управление, информационное обеспечение робототехнических и мехатронных систем» (совместно с А. К. Платоновым и С. М. Соколовым)[5][16]

## Публикации

### Учебники и монографии
- Невенчанная Т. О., Павловский В. Е., Пономарёва Е. В. Теоретическая механика на компьютере. — М.: МГУП, 2010. — 156 с. — ISBN 978-5-8122-1106-6.
- Яцун С. Ф., Павловский В. Е., Лушников Б. В., Емельянова О. В., Яцун А. С., Савин С. И., Ворочаев А. В. Экзоскелеты: анализ конструкций, классификация, принципы создания, основы моделирования. — Курск: ЮЗГУ, 2014. — 148 с. — ISBN 978-5-9907949-8-6.
- Задачи по классической механике / Антонов И. Л., Болотин С. В., Вильке В. Г., Голубев Ю. Ф., Карапетян А. В., Кугушев Е. И., Павловский В. Е., Сальникова Т. В., Самсонов В. А., Татаринов Я. В., Трещёв Д. В., Якимова К. Е., Якушев А. Г.  М.: изд-во ЦПИ мехмата МГУ, 2001. ISBN 5-93839-011-7. 96 с.

### Некоторые статьи и препринты

#### Шагающие роботы
- Охоцимский Д. Е., Платонов А. К., Боровин Г. К., Карпов И. И., Кугушев Е. И., Павловский В. Е., Ярошевский В. С. Координация движений шагающего аппарата // Бионика-1973: Труды IV Всес. конф. по бионике, т. VI. — М.: АН СССР, 1973. — С. 176—181.
- Охоцимский Д. Е., Платонов А. К., Боровин Г. К., Карпов И. И., Лазутин Ю. М., Кугушев Е. И., Ярошевский В. С., Павловский В. Е. Управление интегральным локомоционным роботом // Изв. АН СССР. Техническая кибернетика. — 1974. — № 6. — С. 56—64.
- Охоцимский Д. Е., Платонов А. К., Кугушев Е. И., Ярошевский В. С., Павловский В. Е. Мини-ЭВМ в контуре управления шагающим аппаратом // Динамика управляемых систем / Отв. ред. В. М. Матросов, С. В. Елисеев. — Новосибирск: Наука, 1979. — 343 с. — С. 209—216.
- Голубев Ю. Ф., Пряничников В. Е., Павловский В. Е. . Динамика шагающего робота, управляемого оператором // Исследование робототехнических систем / Отв. ред. И. М. Макаров, Д. Е. Охоцимский, Е. П. Попов. — М.: Наука, 1982. — 246 с. — С. 78—86.
- Поливцев С. А., Хашан Т. С., Павловский В. Е. Малые шагающие роботы с системой технического слуха // Искусственный интеллект. — 2004. — № 3. — С. 759—765.
- Павловский В. Е.  О разработках шагающих машин // Препринты ИПМ им. М. В. Келдыша. — 2013. — № 101. — 32 с.

#### Колёсные роботы
- Павловский В. Е., Шишканов Д. В. Исследование динамики и синтез управления колёсными аппаратами с избыточной подвижностью // Препринты ИПМ им. М. В. Келдыша. — 2006. — № 12. — 28 с.
- Евграфов В. В., Павловский В. В., Павловский В. Е. Динамика, управление, моделирование роботов с дифференциальным приводом // Изв. РАН. Теория и системы управления. — 2007. — № 5. — С. 171—176.
- Герасун В. М., Пындак В. И., Несмиянов И. А., Дяшкин-Титов В. В., Павловский В. Е. Манипуляторы для мобильных роботов. Концепции и принципы проектирования // Препринты ИПМ им. М. В. Келдыша. — 2012. — № 44. — 24 с.
- Глазкова Л. В., Панченко А. В., Павловский В. Е. Динамика, моделирование и управление колёсным робобуером // Нелинейная динамика. — 2012. — Т. 8, № 4. — С. 679—687.

#### Летающие роботы
- Павловский В. Е., Яцун С. Ф., Емельянова О. В., Савицкий А. В. Моделирование и исследование процессов управления квадрокоптером // Нелинейный мир. — 2014. — № 4 (5). — С. 49—57.
- Павловский В. Е., Савицкий А. В.  Нейросетевой алгоритм управления квадрокоптером на типовых траекториях // Робототехника и техническая кибернетика. — 2015. — Т. 13, № 6. — С. 47—54.

#### Робототехнические системы и комплексы
- Павловский В. Е., Бигдан Е. К., Прудковский С. Г., Романов В. А. Многофункциональный программный комплекс моделирования и оптимизации подсистем ГПС // Автоматизация проектирования и программирования роботов и ГПС / Под ред. Е. П. Попова. — М.: Наука, 1988. — 237 с. — ISBN 5-02-006638-9. — С. 59—69.
- Кирикова Е. П., Павловский В. Е.  Моделирование управляемого адаптивного поведения гомогенной группы роботов // Искусственный интеллект. — 2002. — № 4. — С. 596—605.
- Павловский В. Е., Павловский В. В.  Модульная микроконтроллерная система управления роботами РОБОКОН-1 // Препринты ИПМ им. М. В. Келдыша. — 2012. — № 86. — 32 с.

#### Виртуальный футбол
- Охоцимский Д. Е., Павловский В. Е., Плахов А. Г., Туганов А. Н. Моделирование игры роботов-футболистов и базовые алгоритмы управления ими // Искусственный интеллект. — 2000. — № 3. — С. 534—540.
- Охоцимский Д. Е., Павловский В. Е., Плахов А. Г., Туганов А. Н., Павловский В. В. Моделирование игры роботов-футболистов в пакете «Виртуальный футбол» // Мехатроника, автоматизация, управление. — 2002. — № 1. — С. 2—5.
- Павловский В. Е., Плахов А. Г., Туганов А. Н., Павловский В. В. Проект «Виртуальный футбол»: расширение серверов и программ-игроков // Искусственный интеллект. — 2003. — № 4. — С. 153—175.

#### Медицинская робототехника
- Павловский В. Е., Платонов А. К., Сербенюк Н. С., Ярошевский В. С., Алисейчик А. П., Орлов И. А., Павловский В. В., Митуцова Л. Биомехатронные элементы стимулятора голеностопа человека // Препринты ИПМ им. М. В. Келдыша. — 2012. — № 15. — 28 с.
- Платонов А. К., Павловский В. Е., Сербенюк Н. С., Гришин А. А., Герасименко Ю. П., Мошонкина Т. Р. Биомехатроника лечебно-исследовательского тренажёра-кровати // Препринты ИПМ им. М. В. Келдыша. — 2012. — № 16. — 32 с.
- Головин В. Ф., Архипов М. В., Павловский В. Е. Особенности проектирования робототехнических систем для восстановительной медицины // Мехатроника, автоматизация, управление. — 2015. — Т. 16, № 10. — С. 664—671.

#### Средства компьютерного обучения
- Голубев Ю. Ф., Павловский В. Е., Зенкова Н. Ю. Методика создания компьютерного курса по теоретической механике // Препринты ИПМ им. М. В. Келдыша. — 1992. — № 9. — 28 с.
- Голубев Ю. Ф., Павловский В. Е., Свешникова В. А., Зенкова Н. Ю., Ионова Ю. Н. Электронный мультимедиа курс по теоретической механике // Компьютерные технологии в высшем образовании. Вып. 1. — М.: Изд-во Моск. ун-та, 1994. — 369 с. — ISBN 5-211-03289-6. — С. 305—313.
- Ионова Ю. Н., Нечаева Е. С., Павловский В. Е. Методика тестирования знаний в компьютерной обучающей системе // Препринты ИПМ им. М. В. Келдыша. — 2000. — № 25. — 28 с.
- Голубев Ю. Ф., Павловский В. Е., Голубева Е. Ю., Жаркова А. Ю., Нечаева Е. С., Павловский В. В. Интегрированная мультимедиа обучающая среда по небесной механике // Математическое моделирование. — 2000. — Т. 12, № 5. — С. 74—80.
- Игнатюк Т. А., Павловский В. Е., Прошкин В. А. Компьютерный практикум по небесной механике. Концепция и структура // Препринты ИПМ им. М. В. Келдыша. — 2002. — № 73. — 28 с.
- Курганская Г. С., Невенчанная Т. О., Павловский В. Е., Пономарёва Е. В. Концепция,структура, программная реализация интернет-учебника по теоретической механике // Препринты ИПМ им. М. В. Келдыша. — 2003. — № 39. — 27 с.
- Невенчанная Т. О., Павловский В. Е., Пономарёва Е. В. Тесты и задачи в электронном учебнике по теоретической механике // Вестник Астраханского гос. техн. ун-та. — 2005. — № 2. — С. 324—330.
- Поливцев С. А., Хашан Т. С., Павловский В. Е. Компьютерный практикум по небесной механике. Организация виртуальной среды. Математические основы // Препринты ИПМ им. М. В. Келдыша. — 2006. — № 11. — 32 с.
- Павловский В. Е., Невенчанная Т. О., Пономарёва Е. В. Дистанционный информационно-справочно-обучающий (ИСО) программный комплекс для научных исследований и образовательной деятельности // Препринты ИПМ им. М. В. Келдыша. — 2008. — № 99. — 32 с.